# Moreton Bay
Moreton Bay is een grote baai aan de oostkust van Australië, in het zuidoosten van de staat Queensland. Moreton Bay wordt gescheiden van de Stille Oceaan door Moretoneiland, North Stradbroke-eiland en South Stradbroke-eiland. De rivier de Brisbane en een aantal kleinere rivieren monden uit in Moreton Bay.
De hoofdstad van Queensland, Brisbane, ligt 19 km stroomopwaarts aan de rivier de Brisbane. Moreton Bay is vrij ondiep en zandig, maar een vaargeul maakt scheepvaart naar Port of Brisbane mogelijk.

## Beschermde gebieden
Moretoneiland heeft een beschermde status als Nationaal Park. De baai zelf omvat St Helena Island National Park en Moreton Bay Marine Park. Het beschermde zeegebied werd in 1993 ingesteld en heeft een oppervlakte van 3400 km². Delen van de baai vallen onder het beschermingsregime van het Southern Moreton Bay Islands National Park. Overeenkomstig de Conventie van Ramsar zijn delen van Moreton Bay opgenomen op de lijst van wetlands van internationale betekenis.

## Flora en fauna
De beschermde wetlands, slikken en vaarwegen behoren tot de ecologisch gezondste in de regio. Afhankelijk van het jaargetijde kan men hier tot 25 % van alle Australische vogelsoorten aantreffen.
De baai is tevens het leefgebied van talloze andere diersoorten, waaronder dolfijnen, zeekoeien, haaien en schildpadden. Zeekoeien en schildpadden zijn bedreigde soorten aangezien ze kwetsbaar zijn voor aanvaring door boten. De baai is buitengewoon populair bij recreatievissers.
Moreton Bay is onder meer bekend van een naar de baai genoemde kreeft. Het gaat om de Thenus orientalis, die ook in andere delen van Australië en in Azië voorkomt, maar in Australië bekend staat als de Moreton Bay Bug en geldt als een lekkernij.
Daarnaast is de baai ook naamgever van de Moreton-Bay-vijg, ook wel Australische bodhiboom genoemd, een boom die inheems is voor het land langs de centrale oostkust van Australië. Kenmerkend voor die boom zijn zijn plankwortels. De Moreton-Bay-vijg kan tot zestig meter hoog worden.